# Altaar van Kosbach
Het altaar van Kosbach is een (tot nu toe) unieke steenzetting uit de late Hallstattcultuur (ca. 600 tot 500 v.Chr.). Het altaar ligt in een groter grafveld met grafheuvels, ten noorden van het stadsdeel Kosbach in Erlangen. De exacte functie is tot dusver een raadsel. Waarschijnlijk heeft het altaar een centrale rol in de rituelen rondom de begrafenis gespeeld.
Het zandstenen altaar is verwijderd, omdat het gevoelig is voor weersinvloeden. Er werd een replica geplaatst, mogelijk gemaakt door een donatie van de Lions Club Erlangen en uitgevoerd door de Forstamt Erlangen. Naast het altaar is een grafheuvel gereconstrueerd.

## De grafheuvels

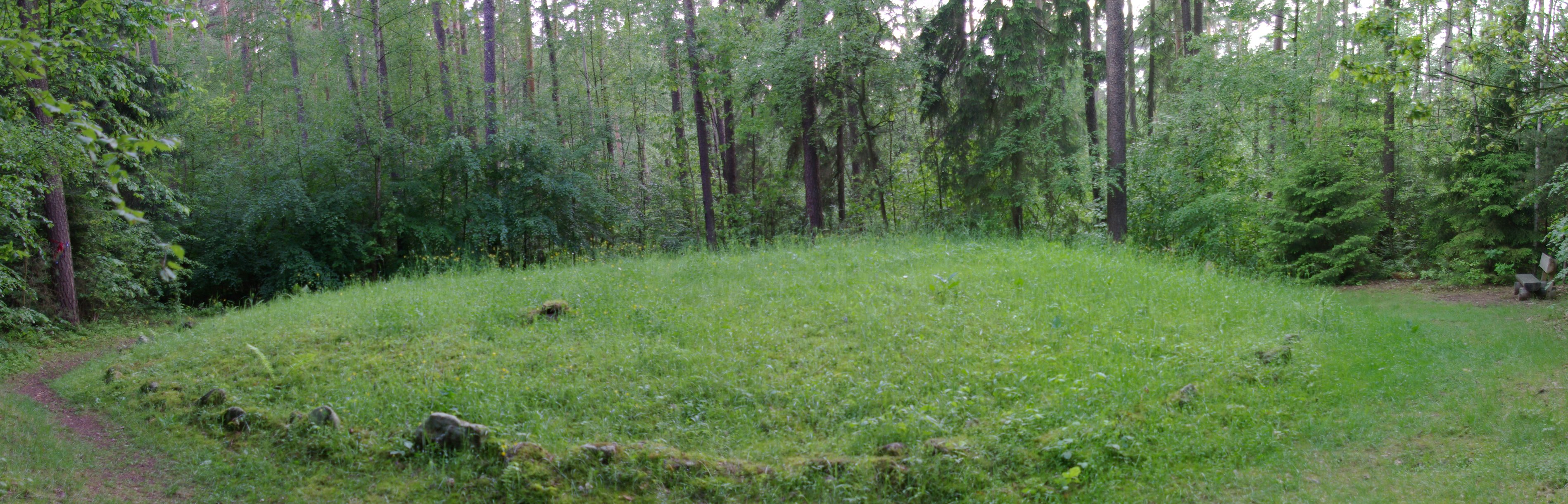
De gereconstrueerde grafheuvel

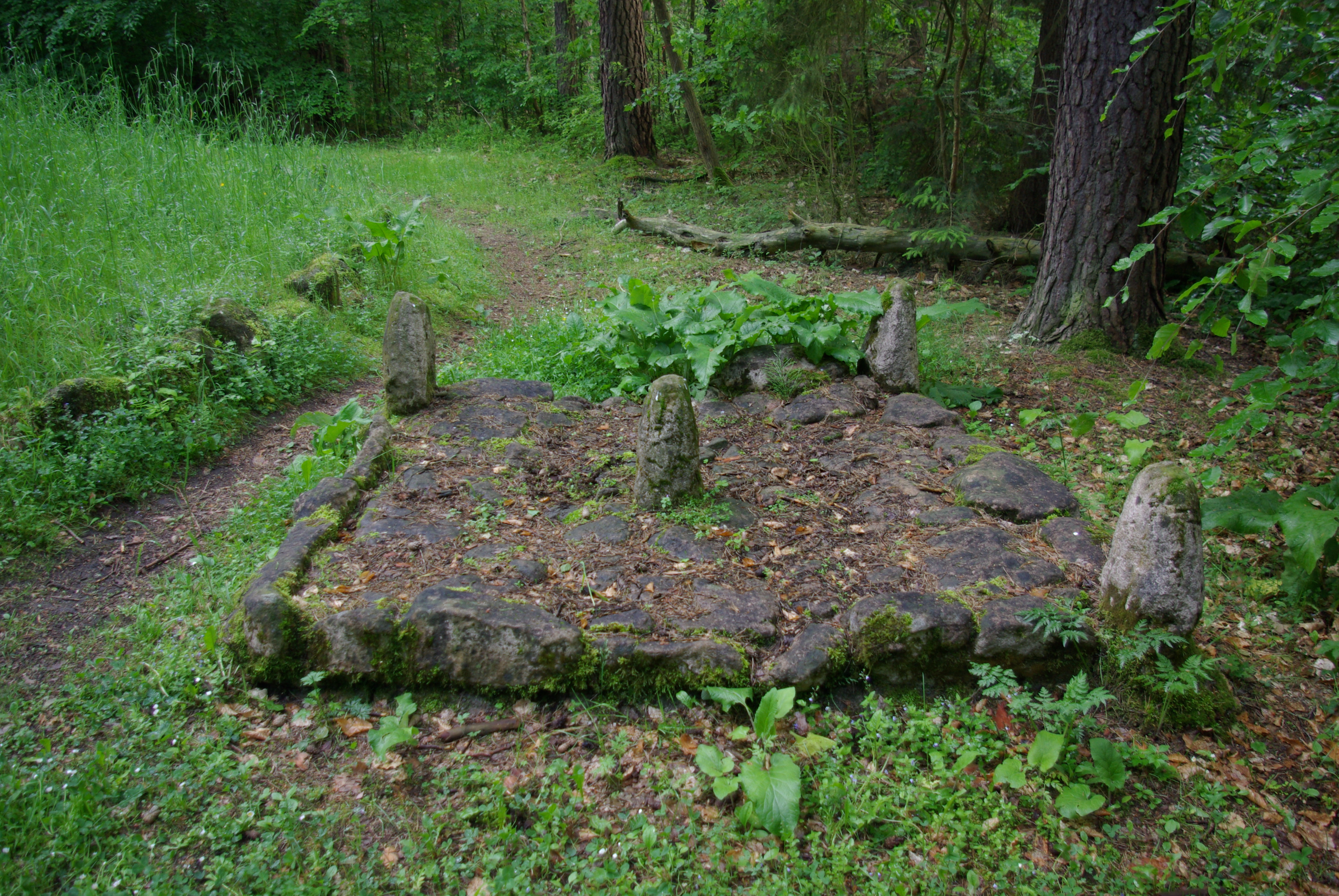
Het altaar en links de voet van de grafheuvel

Er werden stenen of houten grafkamers gebouwd, waar de doden in neergelegd werden. Daarna werd een heuvel van aarde opgeworpen. De voet van de heuvel bestaat uit een steenkring. Na de voltooiing van de heuvel werden andere doden in de heuvel bijgezet of werden in de directe omgeving graven aangelegd. van verdere graven werden in de heuvels of in de directe omgeving.

## Eerste opgegraven in 1913
In een eerste, door pastoor Rudolf Herold uitgevoerde, opgraving van de heuvel werden de meeste objecten aangetroffen. Zij zijn nu in het bezit van de Friedrich-Alexander-Universität Erlangen-Nürnberg. In het centrum van het altaar stond een menhir, deze werd geïnterpreteerd als een fallisch symbool. Deze interpretatie veroorzaakte heel wat opschudding in de lokale pers en in professionele kringen.

## Tweede opgraving in 1979
In een tweede onderzoek, uitgevoerd door het Instituut voor Prehistorie en vroege geschiedenis van de Friedrich-Alexander-Universität Erlangen-Nürnberg] werden de gegevens uit het eerste onderzoek beoordeeld en versterkt.

## Vondsten
Voorwerpen of kleding gemaakt van organisch materiaal en skeletresten worden vermoed vanwege de vondsten, maar deze werden volledig afgebroken door de speciale bodemgesteldheid. Er werd wel een fibula, een set van vier bronzen torques, een glazen gele oogparel (met een amuletachtige functie, een groot aantal Steigbügel-armringen en talrijke fragmenten van aardewerk (waarvan sommige kunstig beschilderd en gevuld met eten en drinken waren).